# Matías Miranda
Matías Nicolás Miranda (La Plata, 5 de mayo del 2000) es un futbolista argentino que juega como centrocampista en Defensa y Justicia de la Primera División de Argentina.

## Trayectoria
Matías Miranda es producto de las divisiones formativas de Gimnasia y Esgrima La Plata. En agosto de 2019 firma su primer contrato profesional. 
Debutó en la Primera División de Argentina enfrentando a River Plate el 28 de septiembre de 2019. Reemplazó a Horacio Tijanovich a los 56 minutos del encuentro. El director técnico en su debut fue Diego Maradona. 
En diciembre de 2021 vuelve a renovar contrato hasta el final de diciembre de 2024.
En octubre de 2022 sufre la ruptura del ligamento cruzado anterior de su rodilla derecha.
El jugador volvió a las canchas a inicios del 2024 pero consiguió pocos minutos en primera. Se espera que a final de 2024 quede libre en Gimnasia y Esgrima La Plata.
El primer dia de enero de 2025 se confirma el contrato con Defensa y Justicia. Llega en condición de jugador libre.

## Clubes
| Club                        | País      | Año       |
| --------------------------- | --------- | --------- |
| Gimnasia y Esgrima La Plata | Argentina | 2019-2024 |
| Defensa y Justicia          | Argentina | 2025-Act. |

## Estadísticas
- Actualizado hasta el 05 de octubre de 2024.

| Gimnasia y Esgrima La Plata Argentina                                                                                             | 1.ª                 | 2019/2020           | 6                   | 0                   | 0                   | 9                   | 0                   | 1                   | 0                   | 0                   | 0                   | 15 | 0 | 1 |
| Gimnasia y Esgrima La Plata Argentina                                                                                             | 1.ª                 | 2021                | 19                  | 0                   | 1                   | 12                  | 0                   | 2                   | 0                   | 0                   | 0                   | 31 | 0 | 3 |
| Gimnasia y Esgrima La Plata Argentina                                                                                             | 1.ª                 | 2022                | 13                  | 0                   | 0                   | 3                   | 0                   | 0                   | 0                   | 0                   | 0                   | 16 | 0 | 0 |
| Gimnasia y Esgrima La Plata Argentina                                                                                             | 1.ª                 | 2023                | Lesión ligamentaria | Lesión ligamentaria | Lesión ligamentaria | Lesión ligamentaria | Lesión ligamentaria | Lesión ligamentaria | Lesión ligamentaria | Lesión ligamentaria | Lesión ligamentaria | 0  | 0 | 0 |
| Gimnasia y Esgrima La Plata Argentina                                                                                             | 1.ª                 | 2024                | 2                   | 0                   | 0                   | 4                   | 0                   | 0                   | 0                   | 0                   | 0                   | 6  | 0 | 0 |
| Gimnasia y Esgrima La Plata Argentina                                                                                             | Total club          | Total club          | 40                  | 0                   | 1                   | 28                  | 0                   | 3                   | 0                   | 0                   | 0                   | 68 | 0 | 4 |
| Defensa y Justicia Argentina | 1.ª                 | 2025                | 0                   | 0                   | 0                   | 0                   | 0                   | 0                   | 0                   | 0                   | 0                   | 0  | 0 | 0 |
| Defensa y Justicia Argentina | Total club          | Total club          | 0                   | 0                   | 0                   | 0                   | 0                   | 0                   | 0                   | 0                   | 0                   | 0  | 0 | 0 |
| Total en su carrera | Total en su carrera | Total en su carrera | 40                  | 0                   | 1                   | 28                  | 0                   | 3                   | 0                   | 0                   | 0                   | 68 | 0 | 4 |
| (1) Incluye Copa de la Liga Profesional, Copa Argentina y Supercopa Argentina. (2) Incluye Copa Sudamericana y Copa Libertadores. |                     |                     |                     |                     |                     |                     |                     |                     |                     |                     |                     |    |   |   |

## Redes sociales
- Página de Instagram

- Datos: Q72873843